# Adoretus caliginosus
Adoretus caliginosus är en skalbaggsart som beskrevs av Hermann Burmeister 1844. Adoretus caliginosus ingår i släktet Adoretus och familjen Rutelidae. Inga underarter finns listade i Catalogue of Life.